# Ninove
Ninove este un oraș neerlandofon situat în provincia Flandra de Est, regiunea Flandra din Belgia. Suprafața sa totală este de 72,57 km². La 1 ianuarie 2008 avea o populație totală de 36.219 locuitori. 

## Istoric
În anul 1137 a fost întemeiată la Ninove o mănăstire premonstratensă care a existat până în 1822. Aici a fost copiat în secolul al XV-lea Catalogus Ninivensis, o listă a mănăstirilor premonstratense din Ungaria și Transilvania, în care se află prima atestare documentară a Brașovului.

## Personalități
- Franky van der Elst (n. 1961), fotbalist.